# Clásico del fútbol mexicano
El Clásico del Fútbol Mexicano, popularmente conocido en México como «El Clásico de Clásicos» o «El Clásico Nacional», es jugado entre los clubes más populares y ganadores de la historia del fútbol mexicano, el Club América y el Club Deportivo Guadalajara.
También son los equipos más tradicionales de sus respectivas ciudades, Ciudad de México y Guadalajara. La rivalidad entre estos dos equipos surge a finales de los años 1950, específicamente el 12 de noviembre de 1959 en un partido que ganó el Guadalajara por 2-0, el cual ya había generado una expectativa enorme a consecuencia de las anteriores declaraciones del entrenador azulcrema quién se burló del cuadro tapatío al finalizar el último encuentro entre ambos, donde la escuadra capitalina lo derrotó justamente por 2-0; idéntico marcador por el que también acababa de dar cuenta de los otros dos equipos de la capital jalisciense.
Algunos de los factores que incentivaron, no solo el nacimiento de la rivalidad, sino su alcance como Clásico nacional, fueron: diversos acontecimientos dentro y fuera de la cancha protagonizados por sus jugadores y entrenadores, la rivalidad entre la provincia mexicana (representada por la ciudad de Guadalajara) y la metrópolis capitalina de la nación, el reflejo al interior de la cultura de cada club del choque entre las visiones nacionalista y cosmopolita que algunos sectores de la población albergaban para el país, las diferencias socioecónomicas profundamente marcadas entre ambas bases de aficionados durante aquel periodo, el impulso mediático de rivalidades como "mexicanos contra extranjeros", "héroes contra villanos", etcétera; promovidas a partir de la compra del América por parte de Telesistema Mexicano y evidentemente el encumbramiento de ambos clubes como las instituciones más exitosas y populares de este país.
En 1959, Emilio Azcárraga Milmo heredero propietario de Telesistema Mexicano, la empresa que hoy es Televisa, adquiere al equipo América y a partir de ese momento se buscó hacer una promoción intensa para que el equipo se arraigara en la sociedad mexicana.
Durante la década de 1960 el Guadalajara atravesaba por su mejor época, conocida como la era Campeonísimo, América buscó crear una antagonía y hacer que el partido se considerara un clásico, utilizando la figura de personajes como Fernando Marcos para crear un cierto "Pique" entre instituciones. La bronca que se generó en el estadio Olímpico de Ciudad Universitaria, en 1962, fue el punto cumbre para que la rivalidad llegara a arraigarse.

## Historia

### Los primeros encuentros
Los primeros antecedentes de partidos disputados entre estas escuadras se remontan a una gira que realizó el conjunto crema a la capital jalisciense donde disputó una serie de tres partidos en 1926. El 10 de octubre de 1926 fue el primer partido, realizado en el campo Guadalajara, terminó con un resultado de empate a un gol con goles del "Chato" Aceves por parte del Guadalajara y Guillermo Hyder por parte del América.
Un día después el lunes 11 de octubre en los terrenos del Paradero, el marcador del partido fue un 2-1 a favor del Guadalajara, encuentro el cual empezó ganando el conjunto capitalino por medio de un gol de Ignacio de la Garza, pocos minutos después llegaría el empate, y después de un penal marcado por el árbitro Juan Satústregui, Anastasio Prieto anotaría el gol de la victoria.
Se volvieron a enfrentar el 12 de octubre de 1926 y una vez más el Guadalajara se alzó con la victoria con un marcador de 2-1, marcaron Cortina y Prieto por los rayados y Rafael Garza Gutiérrez vía penal por los cremas. Sin embargo, no existe un consenso general de las diversas fuentes para acreditar dichos juegos como las primeras ediciones de esta rivalidad, en virtud de que los duelos fueron disputados por el equipo tapatío, integrando refuerzos del resto de los clubes jaliscienses, esto a manera de ser más un combinado representativo de la liga local, que el club como tal.
El primer partido registrado como un duelo entre estos conjuntos, sin contar con refuerzos ajenos, y de manera más unificada para las fuentes, fue el amistoso de 5 de febrero de 1932 celebrado en el Parque Oro de Guadalajara. El resultado del encuentro fue empate a dos tantos con goles de Antonio Ramírez y Rodolfo Herrera para los rojoblancos; en tano Felipe Haro y Leopoldo López Noriega marcaron para los cremas.
En competencia oficial, el primer encuentro registrado fue el 1 de agosto de 1943 en un partido del torneo de la Copa México 1942-43, donde el equipo rojiblanco derrotó a los azulcremas por marcador de 1-0.
En liga el primer partido fue el 16 de enero de 1944 durante la primera vuelta de la temporada 1943-44, escenificado en el Parque Oblatos y con resultado 3-1 en favor del equipo local. La revancha sobrevino el 20 de febrero de 1944 en el Parque Asturias, presentándose la primera goleada en este tipo de duelos, el equipo capitalino obtuvo el triunfo con un marcador de 7-2 sobre los tapatíos y el goleador americanista Leopoldo Proal hizo 4 goles en aquel encuentro.

### Génesis del Clásico

#### Finales de Copa México
El 6 de mayo de 1954 se jugó el primer partido de final de cualquier torneo, entre América y Guadalajara; esto con motivo de la Copa México 1953-54. En este duelo de ida de la serie final en el Parque Oblatos el resultado fue de empate 1-1. El juego de vuelta se disputó el 12 de mayo en el Estadio Olímpico de la Ciudad de los Deportes, cuyo resultado y desenlace resultaron dramáticos. El empate 0-0 en el tiempo reglamentario obligó a jugar tiempos extras, durante los cuales fue expulsado el portero americanista Manuel Camacho, por lo que el delantero Eduardo Palmer se puso el suéter de portero; goles de Raúl "La Pina" Arellano y J. Santiago pusieron un definitivo 1-1, obligando a los penales. En aquellos tiempos el reglamento establecía un único tirador para la serie; los tiradores fueron Emilio Fizel (acertó 3 disparos) por América y Juan Jasso (solo anotó 1) por Chivas. Él cuadro capitalino se coronó campeón de Copa México por primera vez desde 1937-38
El 6 de marzo de 1955 se jugó a partido único, disputado en el Olímpico de la Ciudad de los Deportes, la gran final de la Copa México 1954-55, donde nuevamente se impuso América al Guadalajara, esta vez con victoria final de 1-0 con gol de Manuel Cañibe.

#### La disputa por el título 1959-60
Pero no fue hasta finales de los años 1950 que a este encuentro se le empezó a denominar clásico, cuando en la temporada 1959-60 ambos clubes disputaban los primeros lugares de ese torneo, América enfrentó consecutivamente de visita a los tres clubes de Guadalajara, el primero fue ante el Oro al que derrotó 2-0, luego se midió al Atlas para vencerlo también 2-0 y en el último enfrentó al CD Guadalajara, conjunto al que le impuso el mismo marcador el 5 de agosto de 1959 en el Parque Oblatos donde por cierto también terminó la condición de invicto que ostentaba el rebaño. Al terminar el encuentro ante el Guadalajara el entrenador de los entonces millonetas, Fernando Marcos González declaró: “América no viene a Guadalajara a ganar, eso es rutina. Nosotros venimos para cambiarle el número de su teléfono de larga distancia. Así es que ya lo saben mis amigos: cada que quieran llamar a Guadalajara marquen dos cero, dos cero, dos cero o el 20-20-20. Cortesía del América", esta declaración despertó la rivalidad que prevalece hasta nuestros días.
Para el siguiente encuentro se despertó gran expectación por parte de los aficionados por las declaraciones realizadas por el entrenador americanista, el partido se realizó el 12 de noviembre de 1959 en el Estadio Olímpico de Ciudad Universitaria, donde el rebaño pudo cobrar la afrenta y derrotó a los azulcremas por marcador de 2-0. En esta fecha se fincó lo que ahora es el llamado “Clásico Nacional”, motivado por el tremendo pique de los entrenadores Fernando Marcos González y Arpad Fekete. También en ese encuentro se rompió el récord de ganancias en el estadio capitalino ya que el anterior era de casi 125 mil pesos y el nuevo fue de más de 319 mil.

#### Duelos de Campeón de Campeones
Dos finales enfrentaron al América y las Chivas durante la década de los 60 y correspondieron a la disputa del Campeón de Campeones, las dos con circunstancias iguales; a partido único disputado en el Estadio Olímpico Universitario, con América como campeón de Copa México, con Guadalajara como campeón de Liga, y las dos con triunfo para el Guadalajara, esto en las temporadas 1963-64 y 1964-65.
La primera se efectuó el 26 de abril de 1964, con resultado de 2-0, anotaciones de Salvador Reyes y Javier Barba. La segunda y que acrecentó el nombre de clásico fue el 14 de marzo de 1965 de nuevo en dicho encuentro se generó una de las broncas más grandes entre estos equipos y tras ser expulsado el defensa Guillermo "Tigre" Sepúlveda se quitó la playera rojiblanca y se la mostró a la banca americanista diciéndole a los jugadores Cremas: "con esta tienen para sentir miedo...".
Desde el inicio de los enfrentamientos en torneos de liga el Guadalajara dominó al América hasta la década de los 60, teniendo mejores resultados durante la época del Campeonísimo, donde hasta ese entonces se habían enfrentado en 54 ocasiones con 31 victorias para las Chivas, 10 para los Cremas y 13 empates. Esto incluyó la mayor goleada en la historia del Clásico de clásicos el 22 de agosto de 1956 en el Parque Oblatos, durante la jornada 8 de la temporada 1956-57 que terminó 7-0 en favor del Guadalajara.

### Década de los años 1970
En este periodo, sobresalieron de manera especial sus primeras confrontaciones en la fase final conocida como liguilla. Las cuales ocurrieron en la temporada 1976-77, torneo en el que la fase final se jugó dividiendo a los 8 equipos calificados en 2 grupos de 4, jugando todos contra todos a visita recíproca. América y Guadalajara dividieron victorias como visitante (1-2 y 0-1 respectivamente). El América pudo emparejar un poco los enfrentamientos en la liga durante la década de los 70, donde el Guadalajara no consiguió ningún título, y vivió algunas de sus peores rachas enfrentando a su acérrimo rival, incluida una goleada 5-2 en el estadio Azteca.

### Década de los 1980

#### Semifinal 1982-83
El América de la temporada 1982-83 realizó una de las mejores actuaciones en la historia de la temporada regular, al concluir el torneo con 26 victorias, 9 empates y 3 derrotas en 38 juegos, 69 goles a favor y 27 en contra, liderando con ello en ofensiva y defensiva el campeonato y un total de 61 puntos. Implantando con los números anteriores los récords de más victorias, más triunfos como local (17), más puntos y mayor porcentaje de efectividad (80.26% de los puntos disputados). Su paso por la temporada regular, pareció refrendado al imponerse con global de 6-0 al Atlético Potosino en la ronda de cuartos de final, e incluso en la semifinal de ida jugada en el Jalisco al derrotar 2-1 al Guadalajara, sin embargo la historia cambiaria drásticamente.
El 22 de mayo de 1983 en el estadio Azteca se escenificó una de las broncas más memorable en la historia del fútbol mexicano; Chivas necesitaba ganar de visitante al líder general y el mejor local del torneo para pasar a la final. Los ánimos se caldearon desde temprano en el partido. A los tres minutos Samy Rivas de las Chivas, y Cristóbal Ortega saltaron por un balón, el americanista recibió un codazo en el rostro y salió lesionado. A los 12 minutos fue expulsado Alberto Guerra técnico del cuadro jalisciense. Norberto Outes goleador del local salió expulsado al 25 luego de soltar un puñetazo a Eduardo Cisneros, quien previamente lo había derrumbado con una patada por detrás. En el conato de bronca que sucedió a la expulsión, un jugados tapatío, Javier Cárdenas, fue expulsado luego de golpear a Mario Trejo, esa primera bronca duró 9 minutos y nadie más salió expulsado. Guadalajara con un mejor juego, consumo la hazaña y con goles de Ricardo "Snoopy" Pérez a los 44, Demetrio Madero a los 45 y Samy Rivas a los 88 pusieron el marcado 3-0 y la hecatombe apareció. Roberto Gómez Junco se burló frente a la banca local, indicando con los dedos los 3 goles del marcador, sus compañeros suplentes lo secundaron y Hugo De Anda, preparador físico del equipo capitalino se fue contra de ellos. Todos contra todos por más de 20 minutos, salvo los técnicos, uno expulsado y el otro inamovible de su lugar en la banca (Carlos Reinoso; jugadores, cuerpo técnico, directivos y personal de seguridad e incluso algunos aficionados. Edgardo Codesal, árbitro del encuentro ya había dado por terminado el juego, cuando la bronca rebaso los 5 minutos. Las consecuencias deportivas perjudicaron más al Guadalajara que sufrió la expulsión de 7 jugadores por dos partidos, situación que afectó en la final contra Puebla, que terminó perdiendo en penales 7-6.

#### Gran Final 1983-84
Por primera vez en la historia del Campeonato de Liga la serie de gran final fue protagonizada por el Clásico de clásicos. América llegó como líder general de la temporada regular (con números menos espectaculares que la temporada anterior) y luego de vencer en cuartos de final y semifinales a Monterrey y Cruz Azul respectivamente. Mientras que Guadalajara llegó como cuarto lugar de la tabla y después de eliminar en cuartos de final a Tecos de la UAG y a Pumas de la UNAM en semifinales.
El juego de ida se disputó el 7 de junio de 1984 en la cancha del Estadio Jalisco. América se puso al frente con goles de Carlos Hermosillo al minuto 9 y Mario Trejo al 63; sin embargo Guadalajara, emulando lo hecho en la semifinal del torneo pasado remonto la desventaja y consiguió el empate a dos tantos por conducto de Eduardo De la Torre al 79 y Néstor De la Torre al 82.
El juego de vuelta se disputó el domingo 10 de junio de 1984 en el Estadio Azteca. El partido parecía tomar condiciones adversas para América después de que Armando Manzo cometiera falta sobre Ricardo "Snoopy" Pérez al minuto 26 y saliera expulsado. Guadalajara tuvo la oportunidad de abrir el marcador, cuando el arquero local cometió penal al mismo "Snoopy" al minuto 39; sin embargo el tiro de Eduardo Cisneros fue atajado por el portero americanista Héctor Miguel Zelada. Con un hombre menos América se puso arriba en el marcador al segundo tiempo con goles de Eduardo Bacas (57´) y Alfredo Tena (65´), Fernando Quirarte acercó al cuadro rojiblanco al minuto 85, pero Javier Aguirre anotó al 90 el definitivo 3-1, con lo cual América se coronó campeón de liga, derrotando a su acérrimo rival.

#### Copa de Campeones de la CONCACAF 1985
Por primera vez en la historia el clásico nacional se disputó en un torneo internacional, esto con motivo de la fase final de la Copa de Campeones de la Concacaf 1985 jugada en el Memorial Coliseum de Los Ángeles. El primer juego fue el 9 de abril de 1985 con resultado de 3-1 a favor de las "Águilas" y el segundo el 23 de abril con marcador de 1-1.

### Década de 1990
En el inicio de esta década, salvo la serie semifinal de 1990-91 (que ganó América con global 5:0), la mayor parte de los encuentros carecieron de goles y emociones al grado de registrar por primera vez estadios sin lleno cuando se jugaba este duelo. En la temporada 1994-95 con un Guadalajara plagado de figuras, luego de la reestructuración iniciada por la Promotora Deportiva; y un América de fútbol ofensivo y espectacular comandado por el extécnico tricampeón con Real Madrid, Leo Beenhakker, protagonizaron uno de los clásicos más espectaculares de la historia. El 13 de noviembre de 1994 en la cancha del estadio Jalisco, América superó con marcador de 4:3 al «Rebaño sagrado» luego de ir perdiendo 2:3, Kalusha, Biyik, Luis Roberto Alves «Zague» y Cuauhtémoc Blanco marcaron por los de Coapa. Ramón Ramírez en dos ocasiones y Daniel Guzmán anotaron por el Rebaño Sagrado. Las «Águilas» hilaron nueve fechas sin perder y se ubicaron en primer lugar de la tabla general.
En contraste, el 25 de agosto de 1996 en una de las mejores actuaciones del Guadalajara y de las peores del América, se produjo una goleada histórica en el estadio Jalisco favorable al «chiverío» de 5:0, misma que le costó el puesto de entrenador del América, Ricardo La Volpe.
Correspondió al clásico de México el honor de protagonizar el primer partido de Copa Libertadores para clubes mexicanos de la historia, el 4 de marzo de 1998 en el Estadio Jalisco, con triunfo 1:0 para el visitante, con gol de Alberto García Aspe. El segundo duelo de grupo que los enfrentó en el Azteca terminó con victoria 2:0 también para el conjunto americanista.

## Historial estadístico del Clásico
Para la elaboración de esta tabla se toman en cuenta todos los Clásicos disputados en torneos que hayan sido avalados por la Federación Mexicana de Fútbol, la Concacaf, la Confederación Sudamericana de Fútbol, cualquier otro torneo y partidos de carácter amistoso.
| Competición                      | P.J. | Ganó AME | P.E. | Ganó GDL | Gol. AME | Gol. GDL |
| -------------------------------- | ---- | -------- | ---- | -------- | -------- | -------- |
| Fase regular                     | 163  | 52       | 55   | 56       | 201      | 215      |
| Liguilla                         | 30   | 17       | 6    | 7        | 35       | 23       |
| Subtotal de Liga                 | 193  | 69       | 61   | 63       | 236      | 238      |
| Copa México                      | 14   | 6        | 7    | 1        | 19       | 11       |
| Campeón de Campeones             | 2    | 0        | 0    | 2        | 1        | 4        |
| Copa de Campeones de la Concacaf | 6    | 3        | 1    | 2        | 13       | 6        |
| Pre Pre Libertadores             | 2    | 2        | 0    | 0        | 3        | 0        |
| InterLiga                        | 1    | 0        | 1    | 0        | 1        | 1        |
| Copa Libertadores                | 2    | 2        | 0    | 0        | 3        | 0        |
| Subtotal de juegos oficiales     | 220  | 82       | 70   | 68       | 276      | 260      |
| Amistosos                        | 41   | 17       | 12   | 12       | 68       | 53       |
| Total                            | 261  | 99       | 82   | 80       | 344      | 313      |

### Balance en juegos como local (Liga y liguilla)
| Equipo      | Victorias como local | Empates como local | Derrotas como local |
| ----------- | -------------------- | ------------------ | ------------------- |
| América     | 40                   | 29                 | 28                  |
| Guadalajara | 35                   | 32                 | 29                  |

Datos actualizados: 8 de marzo de 2025.

## Historial de partidos

### Liga y Liguilla
El partido se ha escenificado en 110 de las 113 temporadas, desde que Guadalajara se integró a la Liga Mayor en 1943-44. Únicamente no se disputó en los torneos cortos de México 1970, México 1986 y Clausura 2020; en el primero se disputaron dos rondas grupales, con los 16 equipos separados en dos grupos de 8, enfrentándose solo contra los rivales del grupo a visita recíproca, tanto en la primera, como en la segunda ronda ambos equipos no coincidieron. En el segundo torneo de igual manera, se dividió a los 20 equipos en dos grupos con duelos a visita recíproca solo entre miembros del sector, no solo no coincidieron en grupo, sino que tampoco en la liguilla en la que ambos fueron eliminados en semifinales. Mientras que en el tercero, fue debido a la pandemia del Covid-19 que forzó la suspensión del torneo y la posterior declaratoria de finalización.
| 1.   | 1943-44           | 9                | Guadalajara  | 3-1 | Club América | Parque Oblatos                     | 16 de enero de 1944      |  |
| 2.   | 1943-44           | 13               | Club América | 7-2 | Guadalajara  | Parque Asturias                    | 20 de febrero de 1944    |  |
| 3.   | 1944-45           | 1                | Guadalajara  | 2-2 | Club América | Parque Oblatos                     | 20 de agosto de 1944     |  |
| 4.   | 1944-45           | 17               | Club América | 0-0 | Guadalajara  | Parque Asturias                    | 11 de febrero de 1945    |  |
| 5.   | 1945-46           | 2                | Club América | 4-6 | Guadalajara  | Parque Asturias                    | 20 de agosto de 1945     |  |
| 6.   | 1945-46           | 28               | Guadalajara  | 4-2 | Club América | Parque Oblatos                     | 19 de mayo de 1946       |  |
| 7.   | 1946-47           | 2                | Club América | 2-3 | Guadalajara  | Parque Asturias                    | 25 de agosto de 1946     |  |
| 8.   | 1946-47           | 19               | Guadalajara  | 3-0 | Club América | Parque Oblatos                     | 16 de mayo de 1947       |  |
| 9.   | 1947-48           | 3                | Guadalajara  | 4-3 | Club América | Parque Oblatos                     | 21 de septiembre de 1947 |  |
| 10.  | 1947-48           | 22               | Club América | 4-3 | Guadalajara  | Olímpico de la Cd. de los Deportes | 2 de mayo de 1948        |  |
| 11.  | 1948-49           | 5                | Guadalajara  | 6-2 | Club América | Parque Oblatos                     | 24 de octubre de 1948    |  |
| 12.  | 1948-49           | 18               | Club América | 1-2 | Guadalajara  | Olímpico de la Cd. de los Deportes | 20 de abril de 1949      |  |
| 13.  | 1949-50           | 1                | Guadalajara  | 2-1 | Club América | Parque Oblatos                     | 10 de octubre de 1949    |  |
| 14.  | 1949-50           | 14               | Club América | 2-2 | Guadalajara  | Olímpico de la Cd. de los Deportes | 29 de enero de 1950      |  |
| 15.  | 1950-51           | 3                | Club América | 0-2 | Guadalajara  | Olímpico de la Cd. de los Deportes | 5 de octubre de 1950     |  |
| 16.  | 1950-51           | 14               | Guadalajara  | 0-0 | Club América | Parque Oblatos                     | 22 de febrero de 1951    |  |
| 17.  | 1951-52           | 7                | Guadalajara  | 2-2 | Club América | Parque Oblatos                     | 2 de septiembre de 1951  |  |
| 18.  | 1951-52           | 17               | Club América | 2-3 | Guadalajara  | Olímpico de la Cd. de los Deportes | 17 de noviembre de 1951  |  |
| 19.  | 1952-53           | 7                | Guadalajara  | 3-2 | Club América | Parque Oblatos                     | 31 de agosto de 1952     |  |
| 20.  | 1952-53           | 18               | Club América | 3-2 | Guadalajara  | Olímpico de la Cd. de los Deportes | 16 de noviembre de 1952  |  |
| 21.  | 1953-54           | 8                | Club América | 0-2 | Guadalajara  | Olímpico de la Cd. de los Deportes | 27 de septiembre de 1953 |  |
| 22.  | 1953-54           | 19               | Guadalajara  | 1-0 | Club América | Parque Oblatos                     | 17 de enero de 1954      |  |
| 23.  | 1954-55           | 3                | Club América | 2-0 | Guadalajara  | Olímpico de la Cd. de los Deportes | 5 de septiembre de 1954  |  |
| 24.  | 1954-55           | 14               | Guadalajara  | 2-0 | Club América | Parque Oblatos                     | 21 de noviembre de 1954  |  |
| 25.  | 1955-56           | 5                | Club América | 3-0 | Guadalajara  | Olímpico Universitario             | 3 de agosto de 1955      |  |
| 26.  | 1955-56           | 18               | Guadalajara  | 1-2 | Club América | Parque Oblatos                     | 6 de noviembre de 1955   |  |
| 27.  | 1956-57           | 8                | Guadalajara  | 7-0 | Club América | Parque Oblatos                     | 22 de agosto de 1956     |  |
| 28.  | 1956-57           | 20               | Club América | 1-3 | Guadalajara  | Olímpico Universitario             | 2 de diciembre de 1956   |  |
| 29.  | 1957-58           | 8                | Club América | 1-0 | Guadalajara  | Olímpico Universitario             | 1 de septiembre de 1957  |  |
| 30.  | 1957-58           | 21               | Guadalajara  | 3-1 | Club América | Parque Oblatos                     | 29 de diciembre de 1957  |  |
| 31.  | 1958-59           | 7                | Guadalajara  | 3-2 | Club América | Parque Oblatos                     | 24 de agosto de 1958     |  |
| 32.  | 1958-59           | 20               | Club América | 0-2 | Guadalajara  | Olímpico Universitario             | 30 de noviembre de 1958  |  |
| 33.  | 1959-60           | 7                | Guadalajara  | 0-2 | Club América | Parque Oblatos                     | 5 de agosto de 1959      |  |
| 34.  | 1959-60           | 20               | Club América | 1-2 | Guadalajara  | Olímpico Universitario             | 12 de noviembre de 1959  |  |
| 35.  | 1960-61           | 6                | Guadalajara  | 1-0 | Club América | Jalisco                            | 10 de agosto de 1960     |  |
| 36.  | 1960-61           | 20               | Club América | 0-1 | Guadalajara  | Olímpico Universitario             | 4 de diciembre de 1960   |  |
| 37.  | 1961-62           | 8                | Club América | 0-1 | Guadalajara  | Olímpico Universitario             | 3 de agosto de 1961      |  |
| 38.  | 1961-62           | 21               | Guadalajara  | 1-0 | Club América | Jalisco                            | 29 de noviembre de 1961  |  |
| 39.  | 1962-63           | 2                | Guadalajara  | 2-2 | Club América | Jalisco                            | 8 de julio de 1962       |  |
| 40.  | 1962-63           | 15               | Club América | 0-0 | Guadalajara  | Olímpico Universitario             | 7 de octubre de 1962     |  |
| 41.  | 1963-64           | 11               | Guadalajara  | 0-0 | Club América | Jalisco                            | 22 de septiembre de 1963 |  |
| 42.  | 1963-64           | 24               | Club América | 0-2 | Guadalajara  | Olímpico Universitario             | 22 de diciembre de 1963  |  |
| 43.  | 1964-65           | 3                | Guadalajara  | 0-0 | Club América | Jalisco                            | 18 de junio de 1964      |  |
| 44.  | 1964-65           | 18               | Club América | 1-1 | Guadalajara  | Olímpico Universitario             | 4 de octubre de 1964     |  |
| 45.  | 1965-66           | 7                | Guadalajara  | 2-0 | Club América | Jalisco                            | 11 de julio de 1965      |  |
| 46.  | 1965-66           | 22               | Club América | 2-1 | Guadalajara  | Olímpico Universitario             | 23 de octubre de 1965    |  |
| 47.  | 1966-67           | 10               | Guadalajara  | 0-0 | Club América | Jalisco                            | 25 de septiembre de 1966 |  |
| 48.  | 1966-67           | 25               | Club América | 2-1 | Guadalajara  | Azteca                             | 15 de enero de 1967      |  |
| 49.  | 1967-68           | 10               | Guadalajara  | 0-0 | Club América | Jalisco                            | 10 de septiembre de 1967 |  |
| 50.  | 1967-68           | 25               | Club América | 0-0 | Guadalajara  | Azteca                             | 21 de diciembre de 1967  |  |
| 51.  | 1968-69           | 6                | Club América | 2-2 | Guadalajara  | Azteca                             | 28 de abril de 1968      |  |
| 52.  | 1968-69           | 21               | Guadalajara  | 3-0 | Club América | Jalisco                            | 10 de noviembre de 1968  |  |
| 53.  | 1969-70           | 6                | Guadalajara  | 3-1 | Club América | Jalisco                            | 12 de abril de 1969      |  |
| 54.  | 1969-70           | 21               | Club América | 1-4 | Guadalajara  | Azteca                             | 23 de octubre de 1969    |  |
| 55.  | 1970-71           | 11               | Club América | 5-2 | Guadalajara  | Azteca                             | 4 de febrero de 1971     |  |
| 56.  | 1970-71           | 28               | Guadalajara  | 1-2 | Club América | Jalisco                            | 5 de junio de 1971       |  |
| 57.  | 1971-72           | 8                | Guadalajara  | 1-3 | Club América | Jalisco                            | 18 de diciembre de 1971  |  |
| 58.  | 1971-72           | 25               | Club América | 2-0 | Guadalajara  | Azteca                             | 16 de abril de 1972      |  |
| 59.  | 1972-73           | 8                | Club América | 1-0 | Guadalajara  | Azteca                             | 19 de noviembre de 1972  |  |
| 60.  | 1972-73           | 25               | Guadalajara  | 0-0 | Club América | Jalisco                            | 17 de marzo de 1973      |  |
| 61.  | 1973-74           | 15               | Club América | 0-1 | Guadalajara  | Azteca                             | 21 de octubre de 1973    |  |
| 62.  | 1973-74           | 32               | Guadalajara  | 0-2 | Club América | Jalisco                            | 6 de abril de 1974       |  |
| 63.  | 1974-75           | 11               | Club América | 2-2 | Guadalajara  | Azteca                             | 13 de octubre de 1974    |  |
| 64.  | 1974-75           | 30               | Guadalajara  | 2-2 | Club América | Jalisco                            | 6 de abril de 1975       |  |
| 65.  | 1975-76           | 6                | Guadalajara  | 0-3 | Club América | Jalisco                            | 4 de diciembre de 1975   |  |
| 66.  | 1975-76           | 25               | Club América | 0-0 | Guadalajara  | Azteca                             | 15 de abril de 1976      |  |
| 67.  | 1976-77           | 7                | Club América | 2-2 | Guadalajara  | Azteca                             | 24 de noviembre de 1976  |  |
| 68.  | 1976-77           | 26               | Guadalajara  | 1-1 | Club América | Jalisco                            | 6 de marzo de 1977       |  |
| 69.  | 1976-77           | Liguilla grupal  | Guadalajara  | 1-2 | Club América | Jalisco                            | 1 de junio de 1977       |  |
| 70.  | 1976-77           | Liguilla grupal  | Club América | 0-1 | Guadalajara  | Azteca                             | 18 de junio de 1977      |  |
| 71.  | 1977-78           | 15               | Guadalajara  | 1-1 | Club América | Jalisco                            | 24 de noviembre de 1977  |  |
| 72.  | 1977-78           | 34               | Club América | 1-0 | Guadalajara  | Azteca                             | 9 de abril de 1978       |  |
| 73.  | 1978-79           | 7                | Club América | 0-0 | Guadalajara  | Azteca                             | 21 de octubre de 1978    |  |
| 74.  | 1978-79           | 26               | Guadalajara  | 0-0 | Club América | Jalisco                            | 4 de marzo de 1979       |  |
| 75.  | 1979-80           | 4                | Guadalajara  | 1-1 | Club América | Jalisco                            | 14 de octubre de 1979    |  |
| 76.  | 1979-80           | 23               | Club América | 3-1 | Guadalajara  | Azteca                             | 24 de febrero de 1980    |  |
| 77.  | 1980-81           | 13               | Club América | 1-0 | Guadalajara  | Azteca                             | 18 de enero de 1981      |  |
| 78.  | 1980-81           | 32               | Guadalajara  | 2-0 | Club América | Jalisco                            | 31 de mayo de 1981       |  |
| 79.  | 1981-82           | 13               | Guadalajara  | 2-0 | Club América | Jalisco                            | 6 de diciembre de 1981   |  |
| 80.  | 1981-82           | 32               | Club América | 1-1 | Guadalajara  | Azteca                             | 4 de abril de 1982       |  |
| 81.  | 1982-83           | 15               | Guadalajara  | 0-2 | Club América | Jalisco                            | 3 de diciembre de 1982   |  |
| 82.  | 1982-83           | 34               | Club América | 2-0 | Guadalajara  | Azteca                             | 10 de abril de 1983      |  |
| 83.  | 1982-83           | Semifinal        | Guadalajara  | 1-2 | Club América | Jalisco                            | 19 de mayo de 1983       |  |
| 84.  | 1982-83           | Semifinal        | Club América | 0-3 | Guadalajara  | Azteca                             | 22 de mayo de 1983       |  |
| 85.  | 1983-84           | 2                | Guadalajara  | 1-1 | Club América | Jalisco                            | 11 de septiembre de 1983 |  |
| 86.  | 1983-84           | 21               | Club América | 1-1 | Guadalajara  | Azteca                             | 22 de enero de 1984      |  |
| 87.  | 1983-84           | Final            | Guadalajara  | 2-2 | Club América | Jalisco                            | 7 de junio de 1984       |  |
| 88.  | 1983-84           | Final            | Club América | 3-1 | Guadalajara  | Azteca                             | 10 de junio de 1984      |  |
| 89.  | 1984-85           | 13               | Club América | 0-0 | Guadalajara  | Azteca                             | 11 de diciembre de 1984  |  |
| 90.  | 1984-85           | 32               | Guadalajara  | 0-0 | Club América | Jalisco                            | 24 de marzo de 1985      |  |
| 91.  | 1984-85           | Cuartos de final | Guadalajara  | 0-2 | Club América | Jalisco                            | 9 de mayo de 1985        |  |
| 92.  | 1984-85           | Cuartos de final | Club América | 1-0 | Guadalajara  | Azteca                             | 12 de mayo de 1985       |  |
| 93.  | Prode 1985        | 2                | Guadalajara  | 3-1 | Club América | Jalisco                            | 18 de julio de 1985      |  |
| 94.  | Prode 1985        | 7                | Club América | 1-0 | Guadalajara  | Azteca                             | 18 de agosto de 1985     |  |
| 95.  | 1986-87           | 3                | Club América | 1-0 | Guadalajara  | Azteca                             | 17 de agosto de 1986     |  |
| 96.  | 1986-87           | 24               | Guadalajara  | 2-2 | Club América | Jalisco                            | 11 de enero de 1987      |  |
| 97.  | 1987-88           | 15               | Club América | 1-0 | Guadalajara  | Azteca                             | 20 de diciembre de 1987  |  |
| 98.  | 1987-88           | 34               | Guadalajara  | 3-2 | Club América | Jalisco                            | 15 de mayo de 1988       |  |
| 99.  | 1988-89           | 12               | Guadalajara  | 2-2 | Club América | Jalisco                            | 29 de diciembre de 1988  |  |
| 100. | 1988-89           | 31               | Club América | 3-1 | Guadalajara  | Azteca                             | 30 de abril de 1989      |  |
| 101. | 1988-89           | Liguilla grupal  | Club América | 2-1 | Guadalajara  | Azteca                             | 22 de junio de 1989      |  |
| 102. | 1988-89           | Liguilla grupal  | Guadalajara  | 2-1 | Club América | Jalisco                            | 25 de junio de 1989      |  |
| 103. | 1989-90           | 3                | Guadalajara  | 2-2 | Club América | Jalisco                            | 24 de septiembre de 1989 |  |
| 104. | 1989-90           | 22               | Club América | 2-2 | Guadalajara  | Azteca                             | 14 de enero de 1990      |  |
| 105. | 1990-91           | 12               | Guadalajara  | 1-1 | Club América | Jalisco                            | 9 de diciembre de 1990   |  |
| 106. | 1990-91           | 31               | Club América | 2-2 | Guadalajara  | Azteca                             | 14 de abril de 1991      |  |
| 107. | 1990-91           | Semifinal        | Guadalajara  | 0-2 | Club América | Jalisco                            | 13 de junio de 1991      |  |
| 108. | 1990-91           | Semifinal        | Club América | 3-0 | Guadalajara  | Azteca                             | 16 de junio de 1991      |  |
| 109. | 1991-92           | 2                | Club América | 1-1 | Guadalajara  | Azteca                             | 22 de septiembre de 1991 |  |
| 110. | 1991-92           | 21               | Guadalajara  | 0-0 | Club América | Jalisco                            | 19 de enero de 1992      |  |
| 111. | 1992-93           | 3                | Guadalajara  | 1-0 | Club América | Jalisco                            | 30 de agosto de 1992     |  |
| 112. | 1992-93           | 22               | Club América | 2-1 | Guadalajara  | Azteca                             | 10 de enero de 1993      |  |
| 113. | 1993-94           | 4                | Guadalajara  | 0-0 | Club América | Jalisco                            | 5 de septiembre de 1993  |  |
| 114. | 1993-94           | 23               | Club América | 1-0 | Guadalajara  | Azteca                             | 5 de enero de 1994       |  |
| 115. | 1994-95           | 11               | Guadalajara  | 3-4 | Club América | Jalisco                            | 13 de noviembre de 1994  |  |
| 116. | 1994-95           | 30               | Club América | 0-0 | Guadalajara  | Azteca                             | 19 de marzo de 1995      |  |
| 117. | 1995-96           | 9                | Guadalajara  | 0-2 | Club América | Jalisco                            | 22 de octubre de 1995    |  |
| 118. | 1995-96           | 26               | Club América | 2-3 | Guadalajara  | Azteca                             | 18 de febrero de 1996    |  |
| 119. | Invierno 1996     | 3                | Guadalajara  | 5-0 | Club América | Jalisco                            | 25 de agosto de 1996     |  |
| 120. | Verano 1997       | 3                | Club América | 0-0 | Guadalajara  | Azteca                             | 27 de enero de 1997      |  |
| 121. | Invierno 1997     | 4                | Guadalajara  | 1-2 | Club América | Jalisco                            | 10 de agosto de 1997     |  |
| 122. | Invierno 1997     | Cuartos de final | Guadalajara  | 1-3 | Club América | Jalisco                            | 18 de noviembre de 1997  |  |
| 123. | Invierno 1997     | Cuartos de final | Club América | 1-0 | Guadalajara  | Azteca                             | 21 de noviembre de 1997  |  |
| 124. | Verano 1998       | 4                | Club América | 0-0 | Guadalajara  | Azteca                             | 25 de enero de 1998      |  |
| 125. | Invierno 1998     | 8                | Guadalajara  | 1-0 | Club América | Jalisco                            | 20 de septiembre de 1998 |  |
| 126. | Verano 1999       | 8                | Club América | 0-1 | Guadalajara  | Azteca                             | 7 de marzo de 1999       |  |
| 127. | Invierno 1999     | 5                | Club América | 2-0 | Guadalajara  | Azteca                             | 12 de septiembre de 1999 |  |
| 128. | Invierno 1999     | Cuartos de final | Guadalajara  | 0-0 | Club América | Jalisco                            | 2 de diciembre de 1999   |  |
| 129. | Invierno 1999     | Cuartos de final | Club América | 1-0 | Guadalajara  | Azteca                             | 5 de diciembre de 1999   |  |
| 130. | Verano 2000       | 5                | Guadalajara  | 3-0 | Club América | Jalisco                            | 13 de febrero de 2000    |  |
| 131. | Invierno 2000     | 7                | Club América | 0-3 | Guadalajara  | Azteca                             | 10 de septiembre de 2000 |  |
| 132. | Verano 2001       | 7                | Guadalajara  | 1-2 | Club América | Jalisco                            | 14 de febrero de 2001    |  |
| 133. | Invierno 2001     | 14               | Guadalajara  | 1-1 | Club América | Jalisco                            | 21 de octubre de 2001    |  |
| 134. | Verano 2002       | 14               | Club América | 2-3 | Guadalajara  | Azteca                             | 31 de marzo de 2002      |  |
| 135. | Apertura 2002     | 2                | Guadalajara  | 0-1 | Club América | Jalisco                            | 11 de agosto de 2002     |  |
| 136. | Clausura 2003     | 2                | Club América | 1-1 | Guadalajara  | Azteca                             | 19 de enero de 2003      |  |
| 137. | Apertura 2003     | 17               | Club América | 1-2 | Guadalajara  | Azteca                             | 9 de noviembre de 2003   |  |
| 138. | Clausura 2004     | 17               | Guadalajara  | 0-1 | Club América | Jalisco                            | 1 de mayo de 2004        |  |
| 139. | Apertura 2004     | 9                | Guadalajara  | 1-1 | Club América | Jalisco                            | 2 de octubre de 2004     |  |
| 140. | Clausura 2005     | 9                | Club América | 3-3 | Guadalajara  | Azteca                             | 13 de marzo de 2005      |  |
| 141. | Apertura 2005     | 7                | Club América | 0-0 | Guadalajara  | Azteca                             | 11 de septiembre de 2005 |  |
| 142. | Clausura 2006     | 7                | Guadalajara  | 1-0 | Club América | Jalisco                            | 26 de febrero de 2006    |  |
| 143. | Apertura 2006     | 11               | Guadalajara  | 2-0 | Club América | Jalisco                            | 30 de septiembre de 2006 |  |
| 144. | Apertura 2006     | Semifinal        | Guadalajara  | 2-0 | Club América | Jalisco                            | 30 de noviembre de 2006  |  |
| 145. | Apertura 2006     | Semifinal        | Club América | 0-0 | Guadalajara  | Azteca                             | 3 de diciembre de 2006   |  |
| 146. | Clausura 2007     | 11               | Club América | 1-0 | Guadalajara  | Azteca                             | 18 de marzo de 2007      |  |
| 147. | Clausura 2007     | Semifinal        | Club América | 1-0 | Guadalajara  | Azteca                             | 17 de mayo de 2007       |  |
| 148. | Clausura 2007     | Semifinal        | Guadalajara  | 0-1 | Club América | Jalisco                            | 20 de mayo de 2007       |  |
| 149. | Apertura 2007     | 14               | Club América | 2-1 | Guadalajara  | Azteca                             | 28 de octubre de 2007    |  |
| 150. | Clausura 2008     | 14               | Guadalajara  | 3-2 | Club América | Jalisco                            | 13 de abril de 2008      |  |
| 151. | Apertura 2008     | 14               | Club América | 1-2 | Guadalajara  | Azteca                             | 26 de octubre de 2008    |  |
| 152. | Clausura 2009     | 14               | Guadalajara  | 1-0 | Club América | Jalisco                            | 19 de abril de 2009      |  |
| 153. | Apertura 2009     | 13               | Club América | 1-0 | Guadalajara  | Azteca                             | 25 de octubre de 2009    |  |
| 154. | Bicentenario 2010 | 13               | Guadalajara  | 1-0 | Club América | Jalisco                            | 4 de abril de 2010       |  |
| 155. | Apertura 2010     | 13               | Club América | 0-0 | Guadalajara  | Azteca                             | 24 de octubre de 2010    |  |
| 156. | Clausura 2011     | 13               | Guadalajara  | 3-0 | Club América | Omnilife                           | 10 de abril de 2011      |  |
| 157. | Apertura 2011     | 14               | Club América | 1-3 | Guadalajara  | Azteca                             | 23 de octubre de 2011    |  |
| 158. | Clausura 2012     | 14               | Guadalajara  | 0-1 | Club América | Omnilife                           | 8 de abril de 2012       |  |
| 159. | Apertura 2012     | 12               | Club América | 1-3 | Guadalajara  | Azteca                             | 6 de octubre de 2012     |  |
| 160. | Clausura 2013     | 12               | Guadalajara  | 0-2 | Club América | Omnilife                           | 31 de marzo de 2013      |  |
| 161. | Apertura 2013     | 13               | Club América | 2-0 | Guadalajara  | Azteca                             | 5 de octubre de 2013     |  |
| 162. | Clausura 2014     | 13               | Guadalajara  | 0-4 | Club América | Omnilife                           | 30 de marzo de 2014      |  |
| 163. | Apertura 2014     | 15               | Club América | 0-0 | Guadalajara  | Azteca                             | 1 de noviembre de 2014   |  |
| 164. | Clausura 2015     | 15               | Guadalajara  | 1-1 | Club América | Omnilife                           | 26 de abril de 2015      |  |
| 165. | Apertura 2015     | 10               | Club América | 1-2 | Guadalajara  | Azteca                             | 26 de septiembre de 2015 |  |
| 166. | Clausura 2016     | 10               | Guadalajara  | 1-2 | Club América | Chivas                             | 13 de marzo de 2016      |  |
| 167. | Clausura 2016     | Cuartos de final | Guadalajara  | 0-0 | Club América | Chivas                             | 12 de mayo de 2016       |  |
| 168. | Clausura 2016     | Cuartos de final | Club América | 2-1 | Guadalajara  | Azteca                             | 15 de mayo de 2016       |  |
| 169. | Apertura 2016     | 7                | Club América | 0-3 | Guadalajara  | Azteca                             | 27 de agosto de 2016     |  |
| 170. | Apertura 2016     | Cuartos de final | Club América | 1-1 | Guadalajara  | Azteca                             | 24 de noviembre de 2016  |  |
| 171. | Apertura 2016     | Cuartos de final | Guadalajara  | 0-1 | Club América | Chivas                             | 27 de noviembre de 2016  |  |
| 172. | Clausura 2017     | 7                | Guadalajara  | 1-0 | Club América | Chivas                             | 18 de febrero de 2017    |  |
| 173. | Apertura 2017     | 10               | Club América | 2-1 | Guadalajara  | Azteca                             | 18 de octubre de 2017    |  |
| 174. | Clausura 2018     | 10               | Guadalajara  | 1-1 | Club América | Akron                              | 3 de marzo de 2018       |  |
| 175. | Apertura 2018     | 11               | Club América | 1-1 | Guadalajara  | Azteca                             | 30 de septiembre de 2018 |  |
| 176. | Clausura 2019     | 11               | Guadalajara  | 0-2 | Club América | Akron                              | 16 de marzo de 2019      |  |
| 177. | Apertura 2019     | 12               | Club América | 4-1 | Guadalajara  | Azteca                             | 28 de septiembre de 2019 |  |
| 178. | Guard1anes 2020   | 11               | Club América | 1-0 | Guadalajara  | Azteca                             | 19 de septiembre de 2020 |  |
| 179. | Guard1anes 2020   | Cuartos de final | Guadalajara  | 1-0 | Club América | Akron                              | 25 de noviembre de 2020  |  |
| 180. | Guard1anes 2020   | Cuartos de final | Club América | 1-2 | Guadalajara  | Azteca                             | 28 de noviembre de 2020  |  |
| 181. | Guard1anes 2021   | 11               | Guadalajara  | 0-3 | Club América | Akron                              | 14 de marzo de 2021      |  |
| 182. | Apertura 2021     | 10               | Club América | 0-0 | Guadalajara  | Azteca                             | 25 de septiembre de 2021 |  |
| 183. | Clausura 2022     | 10               | Guadalajara  | 0-0 | Club América | Akron                              | 12 de marzo de 2022      |  |
| 184. | Apertura 2022     | 15               | Club América | 2-1 | Guadalajara  | Azteca                             | 17 de septiembre de 2022 |  |
| 185. | Clausura 2023     | 12               | Guadalajara  | 2-4 | Club América | Akron                              | 18 de marzo de 2023      |  |
| 186. | Clausura 2023     | Semifinal        | Guadalajara  | 0-1 | Club América | Akron                              | 18 de mayo de 2023       |  |
| 187. | Clausura 2023     | Semifinal        | Club América | 1-3 | Guadalajara  | Azteca                             | 21 de mayo de 2023       |  |
| 188. | Apertura 2023     | 8                | Club América | 4-0 | Guadalajara  | Azteca                             | 16 de septiembre de 2023 |  |
| 189. | Clausura 2024     | 12               | Guadalajara  | 0-0 | Club América | Akron                              | 16 de marzo de 2024      |  |
| 190. | Clausura 2024     | Semifinal        | Guadalajara  | 0-0 | Club América | Akron                              | 15 de mayo de 2024       |  |
| 191. | Clausura 2024     | Semifinal        | Club América | 1-0 | Guadalajara  | Azteca                             | 18 de mayo de 2024       |  |
| 192. | Apertura 2024     | 7                | Club América | 1-0 | Guadalajara  | Ciudad de los Deportes             | 14 de septiembre de 2024 |  |
| 193. | Clausura 2025     | 11               | Guadalajara  | 0-0 | Club América | Akron                              | 8 de marzo de 2025       |  |

### Copa México
| 1.  | 1942-43       | 4 Fase grupal     | Guadalajara | 1-0          | América     | Parque Oblatos                     | 1 de agosto de 1943      |  |
| 2.  | 1953-54       | Serie final       | Guadalajara | 1-1          | América     | Olímpico de la Cd. de los Deportes | 6 de mayo de 1954        |  |
| 3.  | 1953-54       | Final (desempate) | América     | 1-1 (3-2 p.) | Guadalajara | Olímpico de la Cd. de los Deportes | 12 de mayo de 1954       |  |
| 4.  | 1954-55       | Final             | América     | 1-0          | Guadalajara | Olímpico de la Cd. de los Deportes | 6 de marzo de 1955       |  |
| 5.  | 1965-66       | 2 Fase grupal     | Guadalajara | 1-1          | América     | Jalisco                            | 17 de febrero de 1966    |  |
| 6.  | 1965-66       | 5 Fase grupal     | América     | 1-1          | Guadalajara | Olímpico Universitario             | 12 de marzo de 1966      |  |
| 7.  | 1968-69       | 3 Fase grupal     | Guadalajara | 2-2          | América     | Jalisco                            | 30 de mayo de 1968       |  |
| 8.  | 1968-69       | 6 Fase grupal     | América     | 1-1          | Guadalajara | Azteca                             | 1 de septiembre de 1968  |  |
| 9.  | 1974-75       | 1 Fase grupal     | Guadalajara | 1-4          | América     | Jalisco                            | 8 de septiembre de 1974  |  |
| 10. | 1974-75       | 5 Fase grupal     | América     | 1-0          | Guadalajara | Azteca                             | 26 de enero de 1975      |  |
| 11. | 1990-91       | 2 Fase grupal     | Guadalajara | 0-1          | América     | Jalisco                            | 29 de agosto de 1990     |  |
| 12. | 1990-91       | 6 Fase grupal     | América     | 2-1          | Guadalajara | Azteca                             | 17 de septiembre de 1990 |  |
| 13. | Apertura 2016 | Semifinal         | América     | 1-1 (3-4 p.) | Guadalajara | Azteca                             | 26 de octubre de 2016    |  |
| 14. | Clausura 2019 | Cuartos de final  | América     | 2-0          | Guadalajara | Azteca                             | 13 de marzo de 2019      |  |

### Campeón de Campeones
| 1. | 1963-64 | Final | América | 0-2 | Guadalajara | Olímpico Universitario | 26 de abril de 1964 |  |
| 2. | 1964-65 | Final | América | 1-2 | Guadalajara | Olímpico Universitario | 14 de marzo de 1965 |  |

### Copa Libertadores de América
| 1. | 1998 | 1 Fase grupal | Guadalajara | 0-1 | América     | Jalisco | 4 de marzo de 1998  |  |
| 2. | 1998 | 4 Fase grupal | América     | 2-0 | Guadalajara | Azteca  | 24 de marzo de 1998 |  |

### Copa de Campeones de la Concacaf
| 1. | 1985 | Octavos de final | América     | 3-1 | Guadalajara | Los Angeles Memorial Coliseum | 9 de abril de 1985  |  |
| 2. | 1985 | Octavos de final | Guadalajara | 1-1 | América     | Los Angeles Memorial Coliseum | 23 de abril de 1985 |  |
| 3. | 2024 | Octavos de final | Guadalajara | 0-3 | América     | Akron                         | 6 de marzo de 2024  |  |
| 4. | 2024 | Octavos de final | América     | 2-3 | Guadalajara | Azteca                        | 13 de marzo de 2024 |  |
| 5. | 2025 | Octavos de final | Guadalajara | 1-0 | América     | Akron                         | 5 de marzo de 2025  |  |
| 3. | 2025 | Octavos de final | América     | 4-0 | Guadalajara | Ciudad de los Deportes        | 12 de marzo de 2025 |  |

### Selectivo Pre-Libertadores e Interliga
| 1. | 1998 | Partido único* | América | 2-0 | Guadalajara | Azteca                        | 14 de enero de 1998 |  |
| 2. | 1999 | 1 fase grupal  | América | 1-0 | Guadalajara | Los Angeles Memorial Coliseum | 8 de agosto de 1999 |  |
| 3. | 2009 | 1 fase grupal  | América | 1-1 | Guadalajara | Robertson Stadium             | 3 de enero de 2009  |  |

*Partido único para determinar el orden de enfrentamiento contra los clubes venezolanos, Atlético Zulia y Caracas. Esto luego de la renuncia de Cruz Azul y Atlante a participar en un selectivo mexicano.

### Partidos amistosos
| 1.  | Amistoso      |  | Guadalajara | 2-2 | América     | Parque Oro               | 5 de febrero de 1932     |  |
| 2.  | Amistoso      |  | Guadalajara | 2-2 | América     | Ángel Flores             | 27 de mayo de 1950       |  |
| 3.  | Amistoso      |  | América     | 1-4 | Guadalajara | Ángel Flores             | 28 de mayo de 1950       |  |
| 4.  | Pentagonal    |  | América     | 1-2 | Guadalajara | Olímpico Universitario   | 5 de febrero de 1959     |  |
| 5.  | Pentagonal    |  | América     | 2-1 | Guadalajara | Olímpico Universitario   | 17 de enero de 1960      |  |
| 6.  | Pentagonal    |  | Guadalajara | 2-3 | América     | Jalisco                  | 24 de febrero de 1961    |  |
| 7.  | Pentagonal    |  | América     | 2-0 | Guadalajara | Olímpico Universitario   | 27 de enero de 1963      |  |
| 8.  | Hexagonal     |  | América     | 5-3 | Guadalajara | Olímpico Universitario   | 13 de febrero de 1964    |  |
| 9.  | Amistoso      |  | América     | 4-1 | Guadalajara | Olímpico de Villahermosa | 6 de octubre de 1964     |  |
| 10. | Interciudades |  | Guadalajara | 2-4 | América     | Jalisco                  | 4 de abril de 1965       |  |
| 11. | Interciudades |  | América     | 4-1 | Guadalajara | Olímpico Universitario   | 2 de mayo de 1965        |  |
| 12. | Hexagonal     |  | Guadalajara | 0-0 | América     | Jalisco                  | 4 de febrero de 1966     |  |
| 13. | Amistoso      |  | América     | 0-0 | Guadalajara | Tamaulipas               | 7 de mayo de 1966        |  |
| 14. | Amistoso      |  | Guadalajara | 1-0 | América     | Memorial Coliseum        | 23 de agosto de 1977     |  |
| 15. | Triangular    |  | América     | 3-1 | Guadalajara | Memorial Coliseum        | 3 de septiembre de 1979  |  |
| 16. | Cuadrangular  |  | Guadalajara | 2-1 | América     | Jalisco                  | 13 de octubre de 1980    |  |
| 17. | Amistoso      |  | Guadalajara | 1-0 | América     | Memorial Coliseum        | 10 de noviembre de 1980  |  |
| 18. | Cuadrangular  |  | América     | 1-0 | Guadalajara | Azteca                   | 5 de septiembre de 1981  |  |
| 19. | Amistoso      |  | América     | 2-5 | Guadalajara | Memorial Coliseum        | 11 de noviembre de 1984  |  |
| 20. | Amistoso      |  | Guadalajara | 1-1 | América     | Memorial Coliseum        | 27 de marzo de 1996      |  |
| 21. | Copa Miditel  |  | América     | 1-1 | Guadalajara | Qualcomm                 | 18 de abril de 1997      |  |
| 22. | Amistoso      |  | América     | 2-3 | Guadalajara | Coliseo de Oakland       | 10 de octubre de 1997    |  |
| 23. | Copa Pegaso   |  | Guadalajara | 1-1 | América     | Memorial Coliseum        | 10 de enero de 1999      |  |
| 24. | Amistoso      |  | América     | 1-0 | Guadalajara | Spartan                  | 21 de julio de 1999      |  |
| 25. | Amistoso      |  | Guadalajara | 1-1 | América     | Cotton Bowl              | 24 de julio de 1999      |  |
| 26. | Amistoso      |  | América     | 2-2 | Guadalajara | Pacific Bell             | 13 de marzo de 2003      |  |
| 27. | Amistoso      |  | Guadalajara | 0-2 | América     | Memorial Coliseum        | 10 de abril de 2003      |  |
| 28. | Amistoso      |  | Guadalajara | 1-0 | América     | Soldier Field            | 8 de octubre de 2004     |  |
| 29. | Amistoso      |  | América     | 3-0 | Guadalajara | SBC Park                 | 26 de marzo de 2005      |  |
| 30. | Amistoso      |  | América     | 2-1 | Guadalajara | Memorial Coliseum        | 11 de agosto de 2005     |  |
| 31. | Amistoso      |  | Guadalajara | 1-1 | América     | Phoenix University       | 31 de octubre de 2006    |  |
| 32. | Amistoso      |  | Guadalajara | 2-0 | América     | Toyota Park              | 4 de septiembre de 2008  |  |
| 33. | Amistoso      |  | América     | 1-2 | Guadalajara | Arrowhead                | 16 de septiembre de 2009 |  |
| 34. | Amistoso      |  | Guadalajara | 1-0 | América     | Sam Boyd                 | 3 de julio de 2013       |  |
| 35. | Amistoso      |  | América     | 1-1 | Guadalajara | Memorial Coliseum        | 9 de septiembre de 2018  |  |
| 36. | Amistoso      |  | Guadalajara | 0-0 | América     | Soldier Field            | 8 de septiembre de 2019  |  |
| 37. | Copa GNP      |  | América     | 3-4 | Guadalajara | Olímpico Universitario   | 16 de julio de 2020      |  |
| 38. | Amistoso      |  | América     | 2-0 | Guadalajara | Cotton Bowl              | 5 de septiembre de 2021  |  |
| 39. | Amistoso      |  | América     | 3-1 | Guadalajara | Bobby Dodd               | 25 de septiembre de 2022 |  |
| 40. | Amistoso      |  | América     | 2-0 | Guadalajara | Rose Bowl                | 15 de octubre de 2023    |  |
| 41. | Amistoso      |  | América     | 2-0 | Guadalajara | NRG                      | 13 de octubre de 2024    |  |

## Récords del Clásico

### Rachas y goleadas en Liga (incluye liguilla)
- Máximo de goles conseguidos del América como local: 7-2 (1943-44).
- Máximo de goles conseguido del América como visitante: 0-4 Clausura 2014.
- Máximo de goles conseguido por el Guadalajara como local: 7-0 (1956-57).
- Máximo de goles conseguido por el Guadalajara como visitante: 4-6 (1945-46).
- Mayor diferencia de goles conseguida por el América: como local 7-2 (5) 1943-44, como visitante 0-4 (4) Clausura 2014.
- Mayor diferencia de goles conseguida por el Guadalajara: como local 7-0 (7) 1956-57; como visitante 1-4 (3) 1969-70 y 0-3 Apertura 2016.
- Encuentro con más goles que resultó en empate: 3-3 en Clausura 2005.
- Encuentros en los que no se marcó ningún gol: 27.
- N.º de veces que el América ha ganado en la misma temporada el encuentro como local y como visitante: 4.
- N.º de veces que el Guadalajara ha ganado en la misma temporada el encuentro como local y como visitante: 9.
- N.º de encuentros consecutivos de Guadalajara sin perder: 12 (entre la temporada 1959-60 y la 1965-66).
- N.º de encuentros consecutivos de América sin perder: 8 (entre 1973-74 y 1976-77), (entre 1982-83 y PRODE 1985), (entre 1988-89 y 1992-93).
- N.º de partidos consecutivos de Guadalajara sin perder como local: 12 (1943-44 hasta 1955-56).
- N.º de partidos consecutivos de América sin perder como local: 16 (1982-83 hasta 1995-96).
- N.º de partidos consecutivos de Guadalajara sin perder como visitante: 7 (1957-58 hasta 1965-66; e invierno 1999 hasta Clausura 2007).
- N.º de partidos consecutivos de América sin perder como visitante: 10 (1969-70 hasta 1980-81).
- N.º de victorias consecutivas del América: 5 (de 1970-71 hasta 1972-73).
- N.º de victorias consecutivas del Guadalajara: 5 (de 1945-46 hasta 1947-48 y de 1959-60 hasta 1961-62).
- N.º de victorias consecutivas del América como local: 6 (de 1984-85 hasta 1988-89).
- N.º de victorias consecutivas del Guadalajara como local: 5 (de 1945-46 hasta 1949-50).
- N.º de victorias consecutivas del América como visitante: 3 (de Clausura 2012 hasta Clausura 2014).
- N.º de victorias consecutivas del Guadalajara como visitante: 4 (de 1958-59 hasta 1961-62).

Datos actualizados: al último duelo el 21 de mayo de 2023.

### Máximos goleadores
| Jugador                 | Equipo      | Goles |
| ----------------------- | ----------- | ----- |
| Salvador Reyes          | Guadalajara | 13    |
| Luis Roberto Alves      | América     | 10    |
| José Alves              | América     | 9     |
| Max Prieto              | Guadalajara | 9     |
| Víctor Rangel           | Guadalajara | 9     |
| Francisco Moacyr        | América     | 8     |
| Henry Martín            | América     | 7     |
| Pablo González          | Guadalajara | 7     |
| Gonzalo Farfán          | América     | 6     |
| Ricardo Peláez          | América     | 6     |
| Luis Reyes              | Guadalajara | 6     |
| Javier Valdivia         | Guadalajara | 6     |
| Omar Bravo              | Guadalajara | 6     |
| Octavio Vial            | América     | 5     |
| Eduardo González Palmer | América     | 5     |
| Enrique Borja           | América     | 5     |
| Cuauhtémoc Blanco       | América     | 5     |
| Oribe Peralta           | América     | 5     |
| Diego Valdés            | América     | 5     |
| Alejandro Zendejas      | América     | 5     |
| Leopoldo Proal          | América     | 4     |
| Salvador Cabañas        | América     | 4     |
| Raúl Jiménez            | América     | 4     |
| Sebastián Córdova       | América     | 4     |
| Cristian Calderón       | Guadalajara | 4     |
| Isaác Brizuela          | Guadalajara | 4     |
| Marco Fabián            | Guadalajara | 4     |

### Más partidos por jugador
En esta tabla se incluyen los jugadores que más veces han jugado el Clásico de clásicos a lo largo de la historia de estos encuentros. En caso de empate indicado en primer lugar el jugador que antes alcanzase la cifra.
| Jugador          | Equipo      | Partidos |
| ---------------- | ----------- | -------- |
| Juan Jasso       | Guadalajara | 50       |
| Cristóbal Ortega | América     | 50       |
| José Villegas    | Guadalajara | 47       |
| Alfredo Tena     | América     | 39       |
| Germán Villa     | América     | 38       |
| Demetrio Madero  | Guadalajara | 35       |
| Javier Ledesma   | Guadalajara | 35       |
| Pedro Nájera     | América     | 28       |

### Más victorias por jugador
En esta tabla se incluyen los jugadores que más veces han ganado el Clásico de clásicos a lo largo de la historia de estos encuentros. En caso de empate indicado en primer lugar el jugador que antes alcanzase la cifra.
| Jugador             | Equipo      | PG |
| ------------------- | ----------- | -- |
| Juan Jasso          | Guadalajara | 24 |
| Cristóbal Ortega    | América     | 21 |
| José Villegas       | Guadalajara | 21 |
| Alfredo Tena        | América     | 17 |
| Jaime Gómez         | Guadalajara | 16 |
| Germán Villa        | América     | 16 |
| Duilio Davino       | América     | 16 |
| Guillermo Sepulveda | Guadalajara | 15 |
| Luis Roberto Alves  | América     | 14 |

### Mayores goleadas
| Fecha                    | Competición                      | Temporada     | Ganador     | Marcador |
| ------------------------ | -------------------------------- | ------------- | ----------- | -------- |
| 22 de agosto de 1956     | Liga                             | 1956-57       | Guadalajara | 7-0      |
| 20 de febrero de 1944    | Liga                             | 1943-44       | América     | 7-2      |
| 24 de agosto de 1996     | Liga                             | Invierno 1996 | Guadalajara | 5-0      |
| 24 de octubre de 1948    | Liga                             | 1948-49       | Guadalajara | 6-2      |
| 4 de febrero de 1971     | Liga                             | 1970-71       | América     | 5-2      |
| 30 de marzo de 2014      | Liga                             | Clausura 2014 | América     | 4-0      |
| 16 de septiembre de 2023 | Liga                             | Apertura 2023 | América     | 4-0      |
| 12 de marzo de 2025      | Copa de Campeones de la Concacaf | 2024-25       | América     | 4-0      |
| 23 de octubre de 1969    | Liga                             | 1969-70       | Guadalajara | 4-1      |
| 8 de septiembre de 1974  | Copa México                      | 1974-75       | América     | 4-1      |
| 28 de septiembre de 2019 | Liga                             | Apertura 2019 | América     | 4-1      |

## Comparativa entre equipos

### Palmarés
| Clubes      | Primera División de México | Copa México | Campeón de Campeones | Supercopa de México | Supercopa de la Liga MX | Liga de Campeones de la Concacaf | Copa Interamericana | Copa de Gigantes de la Concacaf | Total |
| ----------- | -------------------------- | ----------- | -------------------- | ------------------- | ----------------------- | -------------------------------- | ------------------- | ------------------------------- | ----- |
| América     | 16                         | 6           | 7                    | 0                   | 1                       | 7                                | 2                   | 1                               | 40    |
| Guadalajara | 12                         | 4           | 7                    | 1                   | 0                       | 2                                | 0                   | 0                               | 26    |

Datos actualizados: 25 de mayo de 2025.

### Datos generales
| Asunto                                                                 | América                            | Guadalajara                                                   |
| ---------------------------------------------------------------------- | ---------------------------------- | ------------------------------------------------------------- |
| Año de fundación del club                                              | 1916                               | 1906                                                          |
| Estadio                                                                | Azteca                             | Akron                                                         |
| Capacidad del estadio                                                  | 83 264                             | 49 850                                                        |
| N.º de temporadas en Primera División                                  | 113 (todas)                        | 113 (todas)                                                   |
| N.º de veces que quedó en 1º de la Tabla general                       | 19                                 | 12                                                            |
| N.º de veces que quedó en 2º de la tabla general                       | 15                                 | 7                                                             |
| Peor puesto en Primera División                                        | 18º (Clausura 2008)                | 17.º (1981-82, invierno 2000, Clausura 2013 y Clausura 2018)  |
| Liguillas                                                              | 67                                 | 50                                                            |
| Finales de liga                                                        | 22                                 | 9                                                             |
| Mayor n.º de goles marcados en una temporada                           | 88 (1987-88)                       | 70 (1994-95)                                                  |
| Máximo de puntos alcanzados en un Torneo Largo                         | 61 (1982-83)                       | 55 (1986-87)                                                  |
| N.º de veces que ha conseguido el doblete o Campeonísimo (Liga y Copa) | 0                                  | 2 (1969-70 y Clausura 2017)                                   |
| Máximo de puntos alcanzados en un torneo corto                         | 43 (Apertura 2002)                 | 34 (Verano 1997, Invierno 1998, Clausura 2004, Clausura 2023) |
| Mayor n.º de goles marcados un torneo corto                            | 38 (Clausura 2005 y Apertura 2022) | 34 (Invierno 1998 y Apertura 2004)                            |

Datos actualizados al 25 de mayo de 2025.

### Campeones de goleo
| Torneo            | América | Guadalajara |
| ----------------- | --- | --- |
| Liga              | 14 Eduardo González Palmer (1958-59), José Alves Zague (1965-66), Enrique Borja (1970-71, 1971-72, 1972-73), Osvaldo Castro (1973-74), Norberto Outes (1982-83), Cuauhtémoc Blanco (invierno 1998), Kléber Boas (Apertura 2005), Ángel Reyna (Clausura 2011), Christian Benítez (Clausura 2012, Apertura 2012 y Clausura 2013), Henry Martín (Clausura 2023) | 6 Adalberto López (1953-54), Crescencio Gutiérrez (1956-57), Salvador Reyes (1961-62), Omar Bravo (Clausura 2007), Javier Hernández (Bicentenario 2010), Alan Pulido (Apertura 2019) |
| Copa              | 7 Octavio Vial (1943-44), Osvaldo Castro (1973-74), Luis Roberto Alves (1990-91), François Omam-Biyik (1994-95), Martín Zúñiga (Apertura 2012), Narciso Mina (Clausura 2013), Henry Martín (Clausura 2019). | 12 Diego Matínez (1943-44), Pablo González (1943-44), Max Prieto (1947-48), Jesús Ponce (1951-52), Salvador Reyes (1954-55, 1962-63), Carlos Calderón (1968-69), Javier Valdivia (1968-69, 1969-70), Alberto Onofre (1969-70), Raúl "Willy" Gómez (1969-70), Aldo de Nigris (Clausura 2015). |
| Liga de Campeones | 5 Hugo Sánchez (1992), Luis Roberto Alves (1992), Aarón Padilla (2006), Oribe Peralta (2014-15), Darío Benedetto (2014-15) | 2 Salvador Reyes (1962), Omar Bravo (2007) |
| Copa Libertadores | 2 Salvador Cabañas (2007 y 2008) | 0 |

### Citlalli/Balón de Oro
| Categoría                     | América | Guadalajara |
| ----------------------------- | --- | --- |
| Mejor futbolista              | 8 Cristóbal Ortega (1982-83), Héctor Miguel Zelada (1983-84), Antonio Carlos Santos (1987-88), Cuauhtémoc Blanco (invierno 1998, 2004-05, Clausura 2007), Guido Rodríguez (2018-19), Henry Martín (2022-23)   | 4 Benjamín Galindo (1986-87), Alberto Coyote (1996-97), Oswaldo Sánchez (2003-04, Apertura 2005)                              |
| Mejor portero                 | 9 Héctor Miguel Zelada (1982-83, 1983-84, 1984-85), Adrián Chávez (1987-88), Adolfo Ríos (invierno 1999), Guillermo Ochoa (Apertura 2006, Clausura 2007), Agustín Marchesín (2018-19), Luis Malagón (2023-24) | 7 Oswaldo Sánchez (invierno 2000, Apertura 2002, Clausura 2003, 2003-04, 2004-05, Apertura 2005), Luis Michel (Clausura 2008) |
| Mejor defensa                 | 2 Alfredo Tena (1981-82, 1982-83) | 5 Fernando Quirarte (1983-84, 1984-85, 1986-87), Demetrio Madero (1987-88), Claudio Suárez (invierno 1999)                    |
| Mejor defensa central         | 1 Javier Sánchez Galindo (1975-76) | 1 Claudio Suárez (1996-97) |
| Mejor defensa lateral         | 1 José Antonio Castro (Apertura 2005) | 1 Carlos Salcido (2004-05) |
| Mejor mediocampista           | 2 Cristóbal Ortega (1982-83, 1983-84) | 2 Benjamín Galindo (1986-87), Alberto Coyote (invierno 1998)                                                                  |
| Mejor mediocampista ofensivo  | 2 Ángel Reyna (Clausura 2011), Diegos Valdés (2022-23) | 3 Ramón Ramírez (1994-95, 1996-97), Ramón Morales (Clausura 2006)                                                             |
| Mejor mediocampista defensivo | 7 Antonio de la Torre (1974-75), Pável Pardo (Clausura 2003, 2004-05, Apertura 2005), Osvaldo Martínez (2015-16), Guido Rodríguez (2018-19), Jonathan Dos Santos (2023-24)                                    | 5 Alberto Coyote (1994-95, 1995-96, 1996-97, invierno 1997), Manuel Sol (2003-04)                                             |
| Mejor extremo                 | 1 Claudio López (Clausura 2006) | 0 |
| Mejor delantero               | 6 Norberto Outes (1982-83), Cuauhtémoc Blanco (invierno 1998, Apertura 2005), Salvador Cabañas (Clausura 2008), Christian Benítez (Clausura 2012), Henry Martín (2022-23)                                     | 5 Eduardo de la Torre (1986-87), Omar Bravo (2004-05, Apertura 2006, Clausura 2007), Javier Hernández (Bicentenario 2010)     |
| Mejor novato                  | 5 Javier García (1975-76), Guillermo Ochoa (2003-04), Juan Carlos Mosqueda (Apertura 2006), Diego Reyes (Clausura 2011), Emilio Lara (2022-23)                                                                | 4 Javier Ledesma (1979-80), José Manuel de la Torre (1986-87), Omar Bravo (Apertura 2002), Alejandro Vela (2004-05)           |
| Mejor comportamiento          | 4 Antonio de la Torre Villalpando (1974-75), Cristóbal Ortega (1982-83, 1986-87), Salvador Cabañas (Clausura 2007)                                                                                            | 2 Luis Michel (Apertura 2007, Clausura 2009)                                                                                  |
| Mejor gol de la temporada     | 1 Javairô Dilrosun (2023-24) | 0 |

### Partidos que decidieron un título
| Temporada                  | Campeón           | Resultado          | Subcampeón        | Sede Final                                                      |
| Copa México                | Copa México       | Copa México        | Copa México       |                                                                 |
| -------------------------- | ----------------- | ------------------ | ----------------- | --------------------------------------------------------------- |
| 1953-54                    | Club América      | 1 - 1 (3 - 2 pen.) | C. D. Guadalajara | Estadio Olímpico de la Ciudad de los Deportes, Ciudad de México |
| 1954-55                    | Club América      | 1 - 0              | C. D. Guadalajara | Estadio Olímpico de la Ciudad de los Deportes, Ciudad de México |
| Campeón de Campeones       |                   |                    |                   |                                                                 |
| 1963-64                    | C. D. Guadalajara | 2 - 0              | Club América      | Estadio Olímpico Universitario, Ciudad de México                |
| 1964-65                    | C. D. Guadalajara | 2 - 1              | Club América      | Estadio Olímpico Universitario, Ciudad de México                |
| Primera División de México |                   |                    |                   |                                                                 |
| 1983-84                    | Club América      | 2 - 2 / 3 - 1      | C. D. Guadalajara | Estadio Jalisco, Guadalajara / Estadio Azteca, Ciudad de México |

## Futbolistas que han militado en ambos clubes
Desde la década de 1930 estos clubes han compartido jugadores, acumulando en ello un total de 60 elementos, quince solamente estuvieron como refuerzos para partidos amistosos o competencias internacionales sin haber disputado ni un solo encuentro oficial de Liga, Copa o Internacionales. De los 60 futbolistas que han estado en ambos planteles en la historia, solo 17 pasaron de uno a otro de forma directa.
Solo tres jugadores han logrado el campeonato de liga con ambos conjuntos; Francisco Rodríguez con el Guadalajara en el Apertura 2006 y con América en el Clausura 2013; Alejandro Zendejas con el Guadalajara en el Clausura 2017 y con América en el Apertura 2023, Clausura 2024 y Apertura 2024; Rodolfo Cota, con el Guadalajara en el Clausura 2017 y con América en el Apertura 2024.
| Pasó de América a Guadalajara | Pasó de Guadalajara a América | Jugó en distintas épocas sin pasar directamente | Refuerzo en duelos oficiales                                                         | Refuerzo en duelos no oficiales |
| --- | --- | --- | ------------------------------------------------------------------------------------ | --- |
| - Salvador Mota - Francisco Macedo - Albino Morales - Javier Cárdenas - Ricardo Peláez - Ignacio Hierro - Oswaldo Sánchez - Oribe Peralta | - Enrique Vázquez del Mercado - Rubén Cárdenas - Javier Sánchez Galindo - Luis Manuel Díaz - Gerardo Silva - Pedro Pineda - Joel Sánchez - Ramón Ramírez - Jesús Mendoza - Cristian Calderón | - Ignacio Ávila - Eduardo Garduño - Carlos Iturralde - Antonio Zamora - Sergio Ceballos - Javier Aguirre - Luis García - Carlos Hermosillo - Damián Álvarez - Gustavo Nápoles - Álvaro Ortiz - Manuel Ríos - Christian Ramírez - Edoardo Isella - Luis Sandoval - Rafael Márquez Lugo - Francisco Javier Rodríguez - Ángel Reyna - Jesús Molina - Fernando Rubén González - Alejandro Zendejas - Ricardo Marín - Rodolfo Cota - Alan Cervantes | - Luis Pérez: jugó en Guadalajara y fue refuerzo de América (Copa Libertadores 2007) | - Horacio Casarín: jugó en América y fue refuerzo del otro - José Luis Borbolla: jugó en América y fue refuerzo del otro - Alfonso Portugal: jugó en América y fue refuerzo del otro - Raúl Cárdenas: jugó en Chivas y fue refuerzo del otro - Raúl Landeros: jugó en América y fue refuerzo del otro - Manuel Camacho: jugó en América y fue refuerzo del otro - Ramiro Navarro: jugó en América y fue refuerzo del otro - Guillermo Hernández: jugó en América y fue refuerzo del otro - Rodrigo Ruiz: jugó en Chivas y fue refuerzo del otro - Antonio Carbajal: refuerzo de ambos equipos - Jaime Belmonte: refuerzo de ambos equipos - Jorge Morelos: refuerzo de ambos equipos - Tomás Reynoso: refuerzo de ambos equipos. |

## Entrenadores que han dirigido a ambos equipos
- György Orth
- Walter Ormeño
- Miguel Ángel López
- Leo Beenhakker
- Carlos Miloc
- Ricardo La Volpe
- Oscar Ruggeri
- Ignacio Ambriz
- Luis Fernando Tena

*José Manuel de la Torre dirigió a América en los dos juegos de las semifinales de la Copa de Campeones de la Concacaf 2003 contra Toluca, y en el partido como visitante ante Peñarol dentro de la fase de grupos de la Copa Libertadores 2004; en ambas ocasiones en calidad de técnico auxiliar.